# وایلندویل (پنسیلوانیا)
وایلندویل (به انگلیسی: Wylandville) یک منطقهٔ مسکونی در ایالات متحده آمریکا است که در شهرستان واشینگتن، پنسیلوانیا واقع شده‌است. وایلندویل ۳۹۱ نفر جمعیت دارد.